# Regius Professor of Anatomy (Glasgow)
Der Regius Professor of Anatomy wurde 1718 als Regius Chair of Anatomy and Botany von König George I. gestiftet. Als König George III. 1818 einen eigenen Lehrstuhl für Botanik stiftete, den Regius Professor of Botany, wurde der Lehrstuhl als Regius Professor of Anatomy weitergeführt. Eine weitere Regius Professur für Anatomie wurde 1863 von Queen Victoria an der University of Aberdeen gegründet, ebenfalls mit der Bezeichnung Regius Professor of Anatomy.

## Liste der Regius Professors of Anatomy
| Name                   | Namenszusatz                                           | von  | bis           | Anmerkung |
| ---------------------- | ------------------------------------------------------ | ---- | ------------- | --- |
| Thomas Brisbane        |                                                        | 1720 |               | Brisbane war der erste Regius Professor für Anatomie und Botanik. Allerdings unterrichtete er nur Botanik, da er die Obduktion für geschmacklos hielt. |
| Robert Hamilton        |                                                        | 1742 | 1756          | Robert war der Bruder seines Nachfolgers Thomas und Vater von William. |
| Joseph Black           |                                                        | 1756 |               | |
| Thomas Hamilton        |                                                        | 1757 | 1781          | Thomas war der Bruder von Robert (s. o.). |
| William Hamilton       |                                                        | 1781 | 1790          | William war der Sohn von Robert und Neffe von Thomas. |
| James Jeffray          |                                                        | 1790 | 1848          | Ab 1818 war Jeffray nur noch Regius Professor of Anatomy, da auf sein Betreiben ein eigenständiger Lehrstuhl für Botanik gegründet wurde, der Regius Professor of Botany. Er war ein erfolgreicher Redner und versammelte ca. 200 Studenten um sich. Er erfand eine chirurgische Säge. |
| Allen Thomson          |                                                        | 1848 | 1877          | Embryologe und Darwinist (1809–1884) |
| John Cleland           |                                                        | 1877 | 1909          | |
| Thomas Hastie Bryce    | M.A., M.D.                                             | 1909 | 1935          | |
| Duncan MacCallum Blair | Esq., M.B., Ch.B., F.R.M.S.                            | 1935 | ca. 1945      | Blair hatte zuvor als Professor für Anatomie am King’s College London gelehrt. |
| William James Hamilton | Esq., D.Sc., M.D., B.Ch., B.A.O., F.R.S.E.             | 1945 | 1948          | |
| George McCreath Wyburn | Esq., D.S.C., M.B., Ch.B., F.R.F.P.S.G., F.R.S.E.      | 1948 | 30. Sep. 1972 | |
| Raymond Scothorne      | Esq., B.Sc., M.B.Ch.B., M.D., F.R.S.E., F.R.C.S.Glasg. | 1973 | 1990          | |
| vakant                 |                                                        | 1990 |               | |